# Opel 40/100 PS
La 40/100 PS era un'autovettura di gran lusso prodotta dalla Casa automobilistica tedesca Opel dal 1912 al 1916.

## Profilo e storia
Lanciata nel 1912, la 40/100 PS rappresentò il massimo in termini di lusso e prestazioni per la Casa di Rüsselsheim, ed in effetti era una vettura appannaggio di pochissimi eletti, in grado di rivaleggiare con le altre più alte espressioni del lusso durante la prima metà degli anni dieci.
La 40/100 PS fu proposta come torpedo, landaulet o limousine e montava un enorme motore da 10.160 cm³. Tale motore era un 4 cilindri a disposizione appaiata, con distribuzione a valvole laterali, testata in ghisa e basamento in lega di alluminio. La potenza massima era di 100 CV a 1300 giri/min.
La trasmissione era ad albero a cardano, con frizione a cono e cambio a 4 marce.
Il telaio era a longheroni in acciaio, con telaietti ausiliari. Le sospensioni erano ad assale rigido e balestre a tre quarti. L'impianto frenante era a nastro ed agiva sul cambio.
La velocità massima era di 125 km/h, una punta velocistica di assoluto rilievo all'epoca, poiché era appannaggio delle vetture di punta, come lo era anche la 40/100 PS.
La 40/100 PS rappresentò il più alto acuto della Opel nel campo delle vetture di prestigio: non fu erede di nessun modello e non ebbe a sua volta eredi. Fu tolta di produzione nel 1916.